# Sveriges herrlandskamper i ishockey 2011
Sveriges herrlandskamper i ishockey 2011. Vårsäsongen innehöll turneringarna LG Hockey Games, Czech Hockey Games och Ishockey-VM i Slovakien samt en del träningsmatcher och höstsäsongen innehöll Karjala Tournament och Channel One Cup.

## 2011
| Datum       | Spelplats                            |           |           | Resultat             | Typ av match            |
| ----------- | ------------------------------------ | --------- | --------- | -------------------- | ----------------------- |
| 10 februari | Globen, Stockholm                    | Tjeckien  | Sverige   | 1 – 6                | LG Hockey Games 2011    |
| 12 februari | Globen, Stockholm                    | Sverige   | Ryssland  | 6 – 2                | LG Hockey Games 2011    |
| 13 februari | Globen, Stockholm                    | Sverige   | Finland   | 2 – 2 3 - 2 ef. str. | LG Hockey Games 2011    |
| 30 mars     | Umeå Arena, Umeå                     | Sverige   | Lettland  | 4 – 1                | Träningsmatch           |
| 1 april     | Skellefteå Kraft Arena, Skellefteå   | Sverige   | Lettland  | 7 – 4                | Träningsmatch           |
| 6 april     | Halmstad Arena, Halmstad             | Sverige   | Tyskland  | 2 – 1                | Träningsmatch           |
| 8 april     | Scandinavium, Göteborg               | Sverige   | Tyskland  | 2 – 0                | Träningsmatch           |
| 13 april    | Steel Aréna, Košice, Slovakien       | Slovakien | Sverige   | 2 – 5                | Träningsmatch           |
| 15 april    | Steel Aréna, Košice, Slovakien       | Slovakien | Sverige   | 5 – 1                | Träningsmatch           |
| 21 april    | Malmö Arena, Malmö                   | Sverige   | Ryssland  | 2 – 4                | Czech Hockey Games 2011 |
| 23 april    | Hala Rondo, Brno, Tjeckien           | Sverige   | Finland   | 0 – 2                | Czech Hockey Games 2011 |
| 24 april    | Hala Rondo, Brno, Tjeckien           | Tjeckien  | Sverige   | 2 – 4                | Czech Hockey Games 2011 |
| 30 april    | Steel Aréna, Košice, Slovakien       | Norge     | Sverige   | 4 – 4 5 - 4 ef. str. | VM 2011                 |
| 2 maj       | Steel Aréna, Košice, Slovakien       | Sverige   | Österrike | 3 – 0                | VM 2011                 |
| 4 maj       | Steel Aréna, Košice, Slovakien       | Sverige   | USA       | 6 – 2                | VM 2011                 |
| 6 maj       | Steel Aréna, Košice, Slovakien       | Sverige   | Frankrike | 4 – 0                | VM 2011                 |
| 8 maj       | Steel Aréna, Košice, Slovakien       | Sverige   | Schweiz   | 2 – 0                | VM 2011                 |
| 9 maj       | Steel Aréna, Košice, Slovakien       | Kanada    | Sverige   | 3 – 2                | VM 2011                 |
| 11 maj      | Orange Aréna, Bratislava, Slovakien  | Sverige   | Tyskland  | 5 – 2                | KF VM 2011              |
| 13 maj      | Orange Aréna, Bratislava, Slovakien  | Tjeckien  | Sverige   | 2 – 5                | SF VM 2011              |
| 15 maj      | Orange Aréna, Bratislava, Slovakien  | Sverige   | Finland   | 1 – 6                | F VM 2011               |
| 10 november | Fjällräven Center, Örnsköldsvik      | Sverige   | Tjeckien  | 2 – 5                | Karjala Tournament 2011 |
| 12 november | Hartwall Arena, Helsingfors, Finland | Sverige   | Ryssland  | 1 – 4                | Karjala Tournament 2011 |
| 13 november | Hartwall Arena, Helsingfors, Finland | Finland   | Sverige   | 3 – 4                | Karjala Tournament 2011 |
| 15 december | Chomutov, Tjeckien                   | Tjeckien  | Sverige   | 1 – 2                | Channel One Cup 2011    |
| 17 december | Moskva, Ryssland                     | Ryssland  | Sverige   | 2 – 4                | Channel One Cup 2011    |
| 18 december | Moskva, Ryssland                     | Sverige   | Finland   | 3 – 4                | Channel One Cup 2011    |

## Sveriges målskyttar 2011
| 11 mål - Martin Thörnberg 8 mål - Patrik Berglund 6 mål - Niklas Persson - David Petrasek 5 mål - Staffan Kronwall 4 mål - Dick Axelsson - Loui Eriksson - Pontus Petterström - Patrik Zackrisson 3 mål - Jonas Andersson - Mikael Backlund - Jimmie Ericsson - Marcus Krüger - Jakob Silfverberg 2 mål - Daniel Fernholm - Robert Nilsson - Magnus Pääjärvi Svensson 1 mål - Christian Bäckman - Nicklas Danielsson - Mattias Ekholm - Oliver Ekman Larsson - Jesper Fasth - Magnus Johansson - Andreas Jämtin - Calle Järnkrok - Anton Lander - Nicklas Lasu - Joakim Lindström - Niklas Nordgren - Jan Sandström - Mattias Sjögren - Mattias Tedenby - Mathias Tjärnqvist |